# Radeanske, Kobeleakî
Prydniprianske (în ucraineană Придніпрянське, până în 2016 — Radeanske) este o comună în raionul Kobeleakî, regiunea Poltava, Ucraina, formată numai din satul de reședință.

## Demografie
Componența lingvistică a comunei Prydniprianske
     Ucraineană (96,55%)
     Rusă (3,33%)
     Alte limbi (0,06%)
Conform recensământului din 2001, majoritatea populației comunei Radeanske era vorbitoare de ucraineană (96,55%), existând în minoritate și vorbitori de rusă (3,33%).